# 2020–2021-es magyar női vízilabdakupa
A 2020–2021-es magyar női vízilabdakupa, szponzorált nevén az BENU-Magyar Kupa, a huszonegyedik kiírás volt a versenysorozat történetében. A kupára tíz csapat nevezett. A győzelmet a Dunaújvárosi Főiskola szerezte meg.

## Eredmények

### Selejtező
július 27 – szeptember 2.
A csoport
| Hely. | Csapat         | M | Gy | D | V | G+  | G–  | Gk  | P  | Továbbjutás vagy kiesés    |  | UVSE  | FTC   | EGER  | SZEN | TVSE  |
| ----- | -------------- | - | -- | - | - | --- | --- | --- | -- | -------------------------- |  | ----- | ----- | ----- | ---- | ----- |
| 1.    | UVSE           | 8 | 7  | 0 | 1 | 134 | 64  | +70 | 21 | Továbbjutott az elődöntőbe |  | —     | 16–10 | 17–10 | 22–8 | 15–2  |
| 2.    | Ferencváros    | 8 | 6  | 0 | 2 | 104 | 66  | +38 | 18 | Továbbjutott az elődöntőbe |  | 12–10 | —     | 12–6  | 18–9 | 15–2  |
| 3.    | Egri VK        | 8 | 5  | 0 | 3 | 92  | 88  | +4  | 15 | Az 5–8. helyért játszik    |  | 8–13  | 15–14 | —     | 11–9 | 15–10 |
| 4.    | Szentesi VK    | 8 | 2  | 0 | 6 | 82  | 110 | −28 | 6  | Az 5–8. helyért játszik    |  | 11–23 | 6–10  | 11–14 | —    | 15–10 |
| 5.    | Tatabányai VSE | 4 | 0  | 0 | 4 | 33  | 117 | −84 | 0  | A 9. helyért játszik       |  | 3–18  | 2–13  | 2–13  | 2–13 | —     |

B csoport
| Hely. | Csapat                | M | Gy | D | V | G+  | G–  | Gk   | P  | Továbbjutás vagy kiesés    |  | DUV  | BVSC  | KER   | SZEG  | BHSE  |
| ----- | --------------------- | - | -- | - | - | --- | --- | ---- | -- | -------------------------- |  | ---- | ----- | ----- | ----- | ----- |
| 1.    | Dunaújvárosi Főiskola | 8 | 8  | 0 | 0 | 131 | 44  | +87  | 24 | Továbbjutott az elődöntőbe |  | —    | 13–8  | 16–5  | 25–9  | 24–7  |
| 2.    | BVSC-Zugló            | 8 | 6  | 0 | 2 | 114 | 57  | +57  | 18 | Továbbjutott az elődöntőbe |  | 4–9  | —     | 5–0   | 19–2  | 24–6  |
| 3.    | III. kerületi TVE     | 8 | 4  | 0 | 4 | 92  | 76  | +16  | 12 | Az 5–8. helyért játszik    |  | 0–5  | 13–14 | —     | 12–9  | 26–10 |
| 4.    | Szegedi NVE           | 8 | 2  | 0 | 6 | 64  | 124 | −60  | 6  | Az 5–8. helyért játszik    |  | 3–16 | 7–18  | 7–15  | —     | 11–9  |
| 5.    | Bp. Honvéd            | 8 | 0  | 0 | 8 | 67  | 167 | −100 | 0  | A 9. helyért játszik       |  | 8–23 | 7–22  | 10–21 | 10–16 | —     |

### Helyosztó
Az 5–8. helyért
szeptember 7., Hajós Alfréd Nemzeti Sportuszoda
| 1. csapat         | Eredmény | 2. csapat   |
| ----------------- | -------- | ----------- |
| Egri VK           | 17–13    | Szegedi NVE |
| III. kerületi TVE | 6–15     | Szentesi VK |

A 9. helyért
szeptember 8., Hajós Alfréd Nemzeti Sportuszoda
| 1. csapat      | Eredmény | 2. csapat  |
| -------------- | -------- | ---------- |
| Tatabányai VSE | 14–9     | Bp. Honvéd |

A 7. helyért
szeptember 8., Hajós Alfréd Nemzeti Sportuszoda
| 1. csapat   | Eredmény | 2. csapat         |
| ----------- | -------- | ----------------- |
| Szegedi NVE | 19–7     | III. kerületi TVE |

Az 5. helyért
szeptember 8., Hajós Alfréd Nemzeti Sportuszoda
| 1. csapat | Eredmény | 2. csapat   |
| --------- | -------- | ----------- |
| Egri VK   | 13–11    | Szentesi VK |

### Elődöntő
szeptember 7., Hajós Alfréd Nemzeti Sportuszoda
| 1. csapat             | Eredmény | 2. csapat   |
| --------------------- | -------- | ----------- |
| UVSE                  | 13–10    | BVSC-Zugló  |
| Dunaújvárosi Főiskola | 9–5      | Ferencváros |

### A 3. helyért
szeptember 8., Hajós Alfréd Nemzeti Sportuszoda
| 1. csapat  | Eredmény | 2. csapat   |
| ---------- | -------- | ----------- |
| BVSC-Zugló | 10–9     | Ferencváros |

### Döntő
| 2020. szeptember 8. 19:00 | UVSE                                     | 6–7 | Dunaújvárosi Főiskola                           | Hajós Alfréd Nemzeti Sportuszoda Nézőszám: 600 Játékvezetők: Várkonyi Gabriella Kun György |
| 2020. szeptember 8. 19:00 | (3–0, 1–4, 1–2, 1–1)                     |     |                                                 | Hajós Alfréd Nemzeti Sportuszoda Nézőszám: 600 Játékvezetők: Várkonyi Gabriella Kun György |
| 2020. szeptember 8. 19:00 | Keszthelyi 2 Parkes 2 Faragó 1 Szegedi 1 |     | Garda 3 Gurisatti 1 Mucsy 1 Szilágyi 1 Mahieu 1 | Hajós Alfréd Nemzeti Sportuszoda Nézőszám: 600 Játékvezetők: Várkonyi Gabriella Kun György |

A Dunaújváros kupagyőztes csapatának tagjai: Balog Jázmin, Brezovszki Gerda, Garda Krisztina, Gurisatti Gréta, Horváth Brigitta, Huszti Vanda, Magyari Alda, Géraldine Mahieu, Mucsy Anna, Pál Réka, Sajben Nikolett, Sajben Viktória, Sümegi Nóra, Szabó Nikolett, Szellák Csenge, Szilágyi Dorottya, Ziegler Diána, vezetőedző: Mihók Attila